# Sergio Matabuena
Sergio Matabuena Delgado (* 12. Februar 1979 in Santander, Kantabrien) ist ein ehemaliger spanischer Fußballspieler, der vorwiegend im Mittelfeld gespielt hat. Zuletzt stand er bei Real Valladolid unter Vertrag.

## Karriere
Matabuena begann das Fußballspielen bei Racing Santander. 2007 wechselte er zu Sporting Gijón, das damals noch in der Segunda División, der zweithöchsten spanischen Spielklasse, spielte. Schließlich gelang zur Saison 2008/09 der Aufstieg in die Primera División. Bei Sporting Gijón wird er wegen seiner gut ausgereiften Fähigkeiten als defensiver Mittelfeldspieler „Matabuena Gatusso“ genannt.
In der Saison 2010/2011 hat er seinen Stammplatz jedoch verloren und wechselte im Januar 2011 ablösefrei zum spanischen Zweitligisten Real Valladolid. Er unterschrieb dort einen Vertrag bis Ende Juni 2012, der in der Folge nicht verlängert wurde. Anschließend beendete er seine Karriere.